# Nike Hercules
El Nike Hercules, inicialmente designado SAM-A-25 y posteriormente MIM-14, era un misil tierra-aire (SAM) utilizado por las Fuerzas Armadas de los Estados Unidos y la OTAN para la defensa aérea de largo alcance a media y gran altitud. Normalmente estaba armado con la ojiva nuclear W31, pero también podía equiparse con una ojiva convencional para su uso en exportación. Su ojiva también permitió su uso en una función secundaria de superficie a superficie, y el sistema también demostró su capacidad para atacar otros misiles de corto alcance en vuelo.
Hercules se desarrolló originalmente como una simple actualización del anterior MIM-3 Nike Ajax, lo que le permitía llevar una ojiva nuclear para derrotar formaciones enteras de objetivos supersónicos a gran altitud. Evolucionó hasta convertirse en un misil mucho más grande con dos etapas de combustible sólido que proporcionaban tres veces el alcance del Ajax. El despliegue comenzó en 1958, inicialmente en nuevas bases, pero finalmente se hizo cargo también de muchas bases del Ajax. En su apogeo, se desplegó en más de 130 bases sólo en Estados Unidos.
Hércules se denominaba oficialmente "transportable", pero mover una batería era una operación importante y requería una construcción considerable en los lugares de tiro. A lo largo de su vida, se dedicó un esfuerzo significativo al desarrollo de reemplazos de estado sólido para la electrónica basada en tubos de vacío heredada del Ajax de principios de la década de 1950, y una variedad de opciones móviles. Ninguno de estos fue adoptado, a favor de sistemas mucho más móviles como el MIM-23 Hawk. Otro desarrollo para el papel del misil antibalístico surgió más tarde como el LIM-49 Nike Zeus, un diseño mucho más grande. Hércules resultaría ser el último misil operativo del equipo Nike de Bell; Zeus nunca fue desplegado y los reemplazos de Hércules fueron desarrollados por diferentes equipos.
El Hercules siguió siendo el principal SAM pesado de EE. UU. hasta que comenzó a ser reemplazado por el MIM-104 Patriot, de mayor rendimiento y considerablemente más móvil, en la década de 1980. La precisión mucho mayor del Patriot le permitió prescindir de la ojiva nuclear, y el Hércules fue el último SAM estadounidense en utilizar esta opción. Los últimos misiles Hércules fueron desactivados en Europa en 1988, sin haber sido disparados nunca en un conflicto militar.